# A lyga 2008
L'edizione 2008 della A lyga fu la diciannovesima del massimo campionato lituano dal ritorno all'indipendenza; vide la vittoria finale dell'Ekranas, giunto al suo 3º titolo.
Capocannoniere del torneo fu Rafael Ledesma (FBK Kaunas), con 14 reti.

## Formato
Le squadre scesero da 10 a 8: la retrocessa Interas e la fallita Vilnius non furono sostituite da squadre neopromosse.
Come da tradizione le 8 squadre si affrontarono in un doppio turno di andata e ritorno, per un totale di 28 partite per squadra. Solo l'ultima classificata retrocesse.

## Classifica finale
|                     | Pos. | Squadra    | Pt | G  | V  | N  | P  | GF | GS | DR  |
| ------------------- | ---- | ---------- | -- | -- | -- | -- | -- | -- | -- | --- |
| Lituania (bandiera) | 1.   | Ekranas    | 65 | 28 | 20 | 5  | 3  | 46 | 12 | +34 |
|                     | 2.   | FBK Kaunas | 55 | 28 | 16 | 7  | 5  | 51 | 17 | +34 |
|                     | 3.   | Vėtra      | 48 | 28 | 14 | 6  | 8  | 33 | 24 | +9  |
|                     | 4.   | Sūduva     | 48 | 28 | 14 | 6  | 8  | 35 | 25 | +10 |
|                     | 5.   | Žalgiris   | 28 | 28 | 6  | 10 | 12 | 27 | 41 | -14 |
|                     | 6.   | Atlantas   | 28 | 28 | 7  | 7  | 14 | 31 | 44 | -13 |
|                     | 7.   | Šiauliai   | 24 | 28 | 5  | 9  | 14 | 24 | 41 | -17 |
|                     | 8.   | Šilutė     | 13 | 28 | 3  | 4  | 21 | 19 | 62 | -43 |

### Verdetti
- Ekranas Campione di Lituania 2008.
- Šilutė retrocesso 1 Lyga.